# De Havilland Mosquito
de Havilland DH.98 Mosquito là một loại máy bay chiến đấu đa chức năng của Không quân Hoàng gia Anh hoạt động trong Chiến tranh thế giới II và giai đoạn đầu của Chiến tranh Lạnh (với vai trò là máy bay tiêm kích-ném bom và máy bay trinh sát ban đêm). Loại máy bay này biệt danh là "The Wooden Wonder" (Kỳ quan của gỗ) bởi phần lớn các bộ phận của khung máy bay (gồm thân, cánh và đuôi máy bay) được chế tạo từ gỗ, thay vì kim loại như những mẫu máy bay khác cùng thời gian đó. Nó còn được các phi công gọi một cách trìu mến là "Mossie". Ban đầu, Mosquito được Sir Geoffrey de Havilland thiết kế như một mẫu máy bay ném bom hạng trung tốc độ cao nhưng đến khi được đưa vào sử dụng thì RAF lại sử dụng nó trong nhiều vai trò khác nhau như: máy bay ném bom ban ngày tầng trung, máy bay ném bom bay đêm tầng cao, máy bay tìm kiếm mục tiêu (trang bị radar hàng không tương tự Bristol Beaufighter), máy bay tiêm kích bay ngày hoặc đêm, máy bay tiêm kích-bom, máy bay xâm nhập, máy bay cường kích (cả trên đất liền lẫn trên biển), và máy bay trinh sát. Nó còn được sử dụng bởi British Overseas Airways Corporation (BOAC) làm máy bay vận tải hàng hóa, tài sản từ Anh đến các quốc gia trung lập trong cuộc chiến như Thụy Sĩ hay Thổ Nhĩ Kỳ.

## Quốc gia sử dụng
| Úc Bỉ Burma Canada Đài Loan Tiệp Khắc Cộng hòa Dominica Pháp Israel New Zealand | Na Uy Ba Lan South Africa Liên Xô Thụy Điển Thổ Nhĩ Kỳ Thụy Sĩ Anh Quốc United States Nam Tư |

## Tính năng kỹ chiến thuật (DH.98 Mosquito B Mk XVI)
Jane's Fighting Aircraft of World War II and World War II Warbirds

### Đặc điểm riêng
- Tổ lái: 2 (phi công, sĩ quan vũ khí/hoa tiêu)
- Chiều dài: 44 ft 6 in (13,57 m)
- Sải cánh: 54 ft 2 in (16,52 m)
- Chiều cao: 17 ft 5 in (5,3 m)
- Diện tích cánh: 454 ft² (42,18 m²)
- Trọng lượng rỗng: 14.300 lb (6.490 kg)
- Trọng lượng có tải: 18.100 lb (8.210 kg)
- Trọng lượng cất cánh tối đa: 25.000 lb (11.000 kg)
- Động cơ: 2 × Rolls-Royce Merlin 76/77 (trái/phải), 1.710 hp (1.280 kW) mỗi chiếc

### Hiệu suất bay
- Vận tốc cực đại: 361 kn (415 mph, 668 km/h)
- Tầm bay: 1.300 nmi (1.500 mi, 2.400 km)
- Trần bay: 37.000 ft (11.000 m)
- Vận tốc lên cao: 2.850 ft/phút (14,5 m/s)
- Lực nâng của cánh: 39,9 lb/ft² (195 kg/m²)
- Lực đẩy/trọng lượng: 0,189 hp/lb (311 W/kg)

### Vũ khí
- Bom: 4.000 lb (1.800 kg)
- Súng máy Vickers V 7.7mm x 4.

### Hệ thống điện tử
- Thiết bị dẫn đường vô tuyến GEE